# 研究總監
首席研究官( CRO )又稱研究官以及研究总监，通常是企业中研究部門的最高级管理人员。通常首席研究官向首席执行官报告。在教育组织中，他们向校长或校长报告。